# 교향곡 30번 (모차르트)
볼프강 아마데우스 모차르트는 잘츠부르크에서 교향곡 30번 D장조 K. 202/186b 작곡하여 1774년 5월 5일에 완성했다.
이 작품은 오보에 2개, 바순 2개, 호른 2개, 트럼펫 2개, 팀파니 및 현악기로 구성되어 있지만 팀파니 부분이 유실되었다. 팀파니 부분을 재구성하려는 시도가 적어도 한 번 있었다.
브라우저에서 소리 재생을 지원하지 않습니다. 오디오 파일을 다운로드할 수 있습니다.
작품은 4 악장이다.
1. 몰토 알레그로, 3
4
2. 안단티노 콘 모토 ( 가장조 ), 2
4
3. 미뉴에트와 트리오(후자는 G 장조 ), 3
4
4. 프레스토, 2
4

첫 번째 악장은 소나타 형식이며 떨어지는 점음표 팡파르 모티브로 시작된다. 바이올린과 베이스 사이의 대화가 시끄럽고 부드러운 다이내믹스를 번갈아 가며 트릴로 끝나는 전환 섹션이 이어진다. 소나타 형식 구조의 두 번째 주제 그룹은 두 개의 섹션으로 구성된다. 첫 번째는 베이스에 대항하여 두 개의 바이올린을 위해 채점한 랜들러 이고 두 번째는 거의 모든 박자에서 트릴을 특징으로 하는 투티를 위한 미뉴에트이다. 코다는 랜들러 스타일로 돌아간다. 발전부는-길이가 길어진 악구 있는 미뉴에트 스타일에 중점을 둔다.
미뉴에트의 트리오에서 제1바이올린은 반주 보다 8분음표 먼저 실신 된다.
피날레는 오프닝 악장을 시작하는 것과 유사한 떨어지는 점선 팡파르 모티브로 시작된다. 응답 문구와 무브먼트의 두 번째 주제는 모순되는 성격을 가지고 있다.